# Violeta Ninova
Violeta Nikolaeva Ninova –en búlgaro, Виолета Николаева Нинова– (Sofía, 19 de agosto de 1963) es una deportista búlgara que compitió en remo.
Participó en dos Juegos Olímpicos de Verano, en los años 1988 y 1992, obteniendo una medalla de bronce en Seúl 1988, en la prueba de doble scull.
Ganó tres medallas en el Campeonato Mundial de Remo entre los años 1983 y 1987.

## Palmarés internacional
| Juegos Olímpicos   | Juegos Olímpicos       | Juegos Olímpicos  | Juegos Olímpicos         |
| Año                | Lugar                  | Medalla           | Prueba                   |
| ------------------ | ---------------------- | ----------------- | ------------------------ |
| 1988               | Seúl (Corea del Sur)   | Medalla de bronce | Doble scull              |
| Campeonato Mundial |                        |                   |                          |
| Año                | Lugar                  | Medalla           | Prueba                   |
| 1983               | Duisburgo (RFA)        | Medalla de bronce | Cuatro scull con timonel |
| 1985               | Malinas (Bélgica)      | Medalla de bronce | Doble scull              |
| 1987               | Copenhague (Dinamarca) | Medalla de oro    | Doble scull              |